# Howella brodiei
Howella brodiei is een straalvinnige vissensoort uit de familie van zaagbaarzen (Percichthyidae). De wetenschappelijke naam van de soort is voor het eerst geldig gepubliceerd in 1899 door James Douglas Ogilby. Het typespecimen van de soort werd dood aangetroffen op het strand van Lord Howe-eiland nabij Australië. De soort is vernoemd naar James Brodie, Esq., Visiting Magistrate of Lord Howe Island, wiens kleine persoonlijke collectie Ogilby had mogen onderzoeken.